# Crotalaria calycina
Crotalaria calycina là một loài thực vật có hoa trong họ Đậu. Loài này được Schrank miêu tả khoa học đầu tiên.